# Mobile Legends: Bang Bang
Mobile Legends: Bang Bang (MLBB) là một trò chơi đấu trường trực truyến nhiều người chơi trên thiết bị di động được phát triển và phát hành bởi Moonton, một công ty con của ByteDance. Trò chơi đã trở nên phổ biến, nổi bật nhất là ở Đông Nam Á. Mobile Legends: Bang Bang là môn thi đấu có huy chương tại Đại hội Thể thao Đông Nam Á 2019, Đại hội Thể thao Đông Nam Á 2021 và Đại hội Thể thao Đông Nam Á 2023.

## Lối chơi
Mobile Legends: Bang Bang là một trò chơi đấu trường trận chiến trực tuyến nhiều người chơi (MOBA) được thiết kế cho điện thoại di động. Trò chơi miễn phí và chỉ kiếm tiền qua việc bán các vật phẩm trong game như nhân vật và trang phục. Mỗi người chơi có thể điều khiển một nhân vật có thể lựa chọn, gọi là "Tướng" (Hero), với các khả năng và đặc điểm riêng. Có sáu vai trò quan trọng xác định mục tiêu chính của các tướng: Đỡ Đòn, Xạ Thủ, Sát Thủ, Đấu Sĩ, Pháp Sư và Hỗ Trợ. Những vai trò này quyết định trách nhiệm của người chơi trong đội của họ. Người chơi cũng có thể thiết lập các bộ trang bị cụ thể cho tướng bao gồm các trang bị và bảng ngọc trong trò chơi.

### Xếp hạng và cổ điển

Toàn cảnh bản đồ trong trò chơi

Hai đội gồm năm người chơi cùng nhau chiến đấu theo thời gian thực. Người chơi sẽ được ghép đội tương ứng với hạng hiện tại của họ. Trong trò chơi có mười hạng, với Dũng Sĩ là hạng thấp nhất, theo sau là Tinh Anh, Cao Thủ, Đại Cao Thủ, Sử Thi, Huyền Thoại, Thần Thoại, Bách Chiến Thần Thoại, Vinh Quang Thần Thoại, và hạng cao nhất chính là Chí Tôn Thần Thoại. Một người chơi chỉ có thể mời và tạo đội với các người chơi cùng hạng hoặc người chơi có hạng cao hoặc thấp hơn một bậc so với mình.
Phá huỷ nhà chính đối phương là mục tiêu chính để giành được chiến thắng. Trò chơi có ba đường chính: Đường cho vàng (đường trên), đường cho exp (đường dưới) và đường giữa. Tùy thuộc vào phía bản đồ (xanh hoặc đỏ) mà người chơi bắt đầu, đường cho vàng và đường cho exp sẽ đổi vị trí. Giữa mỗi con đường là rừng. Rừng có thể chia thành bốn phần: hai phần nằm giữa các con đường của đội đối phương và hai phần nằm giữa các con đường của đội người chơi. Rừng có các loại quái khác nhau cung cấp bùa, kinh nghiệm và vàng.
Người chơi không thể trực tiếp tấn công nhà chính địch mà chưa phá hủy toàn bộ trụ phòng thủ trên ít nhất một đường của đối phương. Mỗi đường có ba trụ phòng thủ bắn vào tướng và gây rất nhiều sát thương. Để tấn công chúng mà không bị thương, người chơi cần sự giúp đỡ từ lính đồng minh của họ. Lính đồng minh xuất hiện liên tục tại căn cứ của đội và di chuyển dọc theo mỗi con đường. Đội chiến thắng trong việc phá hủy tất cả trụ phòng thủ ở một hoặc tất cả các con đường sẽ có nhiều cơ hội phá hủy nhà chính đối thủ hơn.
Chế độ cổ điển có cách chơi tương tự. Tuy nhiên, việc thắng hay thua trận đấu không ảnh hưởng đến hạng của người chơi. Người chơi cũng có thể tạo một đội hoàn chỉnh bất kể sự chênh lệch về hạng và tự do chọn bất kỳ tướng nào cùng với những tướng miễn phí hàng tuần và bất kỳ thẻ thử nào họ sở hữu.

### Giải trí và các chế độ khác
Giải trí là một chế độ chơi bổ sung trong Mobile Legends: Bang Bang, chỉ có thể chơi trong các sự kiện, dịp đặc biệt hoặc ngày lễ. Chế độ này bao gồm các trò chơi con mang tính chiến lược.
Hỗn Chiến là một chế độ chơi mà người chơi sẽ nhận ngẫu nhiên hai tướng trong kho của họ từ đầu trận. Chế độ này chỉ có một con đường với hai trụ phòng thủ bảo vệ nhà chính của cả hai đội. Người chơi chỉ có thể mua đồ bên trong căn cứ và nếu rời khỏi căn cứ, họ sẽ không thể quay lại trừ khi hồi sinh. Một biến thể đặc biệt gọi là Hỗn Chiến Ảo Ảnh thỉnh thoảng được mở. Điều khác biệt là ở đầu trận người chơ sẽ chọn từ cùng một bể tướng. Tướng có số phiếu bầu cao nhất sẽ được cả đội sử dụng.
Magic Chess là một trò chơi thuộc thể loại tự động đánh mang tính chiến lược. Một người chơi, đại diện bởi một "chỉ huy", đối đầu với bảy người chơi khác qua các giai đoạn trong một trận chiến giống như cờ vua. Thay vì tự đấu, người chơi mua, trang bị và sắp xếp các đơn vị bao gồm các tướng trong Mobile Legends: Bang Bang. Ngoài những sự "tương khắc" khác nhau, người chơi phải dùng các trang bị ngẫu nhiên mà họ nhận được trong khi cũng chú ý đến vị trí cụ thể của từng tướng trên chiến trận. Ngoài ra, người chơi có thể tăng thu nhập vàng của họ bằng cách tiết kiệm hoặc liên tiếp thắng/thua. Cuối cùng, người chơi phải loại bỏ các người chơi cạnh tranh khác bằng cách giảm máu của chỉ huy của họ xuống không. Tùy thuộc vào vị trí của người chơi, họ sẽ nhận được một số điểm hạng cụ thể sau trận đấu. Bắt đầu từ hạng Dũng Sĩ, người chơi có thể thăng hạng lên Thần Thoại tương tự như hệ thống xếp hạng trong trò chơi chính. Trong bản cập nhật 1.4.60, Magic Chess trở thành chế độ chơi giải trí cố định, sau khi được thêm vào tạm thời vào tháng 1 năm 2020. Nó cùng với Hỗn Chiến là chế độ chơi giải trí cố định duy nhất cho đến nay.
Các trò chơi giải trí khác sử dụng cùng bản đồ như chế độ xếp hạng/cổ điển nhưng có các điểm thú vị riêng. Những chế độ này bao gồm Hỗn Loạn, nơi kỹ năng của tất cả tướng được cường hoá và người chơi bắt đầu trận đấu ở cấp độ 4, Sinh Tử Chiến, nơi người chơi sẽ chơi các tướng khác nhau trong một trận đấu duy nhất và Nhân Bản, nơi các người chơi cùng đội sẽ sử dụng cùng một tướng trong suốt trận đấu dựa trên phiếu bầu của đa số.
Các chế độ chơi khác bao gồm đấu với máy, đấu tuỳ chỉnh 5v5 với người chơi khác và đấu luyện.

## Phát triển và phát hành
Vào năm 2015, sau khi đội ngũ gồm 20 nhân viên của Moonton hoàn thành việc phát triển và phát hành trò chơi đầu tiên của họ mang tên Magic Rush: Heroes và đạt được thành công thương mại, họ tiếp tục phát triển dự án tiếp theo của công ty, một trò chơi đấu trường trận chiến trực tuyến nhiều người chơi (MOBA) dành cho điện thoại di động, sau này được đặt tên là Mobile Legends. Kinh nghiệm của đội ngũ trong việc phát triển Magic Rush: Heroes cho thị trường toàn cầu, chẳng hạn như tùy chỉnh các tính năng cho các nền văn hóa khác nhau và nắm được tình trạng viễn thông của các quốc gia khác nhau, đã giúp họ thiết kế hiệu quả Mobile Legends như một trò chơi hấp dẫn cho người chơi toàn cầu. Mobile Legends đã được Moonton phát hành với hậu tố "5v5 MOBA" vào ngày 14 tháng 7 năm 2016. Trò chơi được phân phối bởi Elex Tech tại Hoa Kỳ. Tuy nhiên, sau vụ kiện từ Riot Games vào năm 2017, Moonton đã gỡ bỏ trò chơi khỏi Google Play và phát hành lại với tên Mobile Legends: Bang Bang.
Mobile Legends: Bang Bang từng bị ảnh hưởng bởi CVE-2015-8271 (phát trực tiếp RTMP bằng FFmpeg), một lỗ hổng cũng ảnh hưởng đến các ứng dụng như Facebook, Messenger và SHAREit. Kết quả cho thấy việc sử dụng các thành phần bên thứ ba và tài nguyên mã nguồn mở, bao gồm thư viện, có thể đã dẫn đến mã nguồn lỗi thời và lỗ hổng vẫn còn tồn tại trong các ứng dụng.
Vào ngày 18 tháng 7 năm 2019, Moonton công bố Mobile Legends: Bang Bang 2.0 tại hội nghị Epicon 2019. MLBB 2.0 bao gồm việc nâng cấp lên phiên bản mới hơn của phần mềm làm game Unity từ phiên bản 4 lên phiên bản 2017. Moonton cũng hứa hẹn thời gian tải nhanh hơn và tốc độ khởi chạy tăng đến 60%. Các cải tiến khác của bản cập nhật bao gồm giảm độ trễ, cải thiện mô hình nhân vật và bản đồ mới trong trò chơi "Thánh Địa Hoàng Gia". Bản cập nhật đã giúp tăng lượt xem trên mạng xã hội của trò chơi từ 56 triệu vào tháng 9 năm 2019 lên 76 triệu vào tháng tiếp theo, đưa trò chơi lên hạng tư của tất cả các kênh từ tất cả các thương hiệu game tại Hoa Kỳ.
Vào đầu năm 2020, trò chơi bị ảnh hưởng nặng nề bởi các plugin và tập lệnh bên thứ ba cho phép hack map, buộc Moonton phải công bố hình phạt thông qua các tài khoản mạng xã hội của mình, tiết lộ ID tài khoản của người chơi bị cấm. Một số tài khoản cũng bị hack do các lỗ hổng về ID thiết bị có thể do các tập lệnh bên thứ ba, theo một tuyên bố chính thức từ Moonton. Để đáp lại, bản vá 1.4.86 đã kích hoạt xác thực hai yếu tố khi đăng nhập vào thiết bị mới.
Vào ngày 5 tháng 6 năm 2020, Dự Án NEXT được Moonton công bố là dự án lớn tiếp theo dành cho kỷ niệm 5 năm của Mobile Legends: Bang Bang. Điều này bao gồm các thay đổi trong giao diện người dùng, sửa đổi mô hình 3D của một số tướng cũ, bộ kỹ năng, cốt truyện và lời thoại. Họ công bố một phương pháp gọi là "Khoá Kỹ Năng Thông Minh" giúp cải thiện độ chính xác. Có nhiều thay đổi được đặc biệt nhắm đến việc cung cấp trải nghiệm chơi game cải thiện đáng kể cho người chơi, bao gồm việc ra mắt phiên bản đã sửa đổi của chế độ chơi Hỗn Chiến. Sự kiện đăng nhập mới, các vật phẩm độc quyền và một tướng mới đã được giới thiệu trong bản cập nhật này. Dự Án NEXT được chia thành ba giai đoạn: Giai đoạn đầu tiên được phát hành vào ngày 22 tháng 9 năm 2020, giai đoạn thứ hai được phát hành vào ngày 15 tháng 6 năm 2021 và giai đoạn thứ ba được phát hành vào ngày 21 tháng 9 năm 2021.
Kể từ đó, trò chơi đã vượt qua mốc 1 tỷ lượt tải xuống, với số người chơi hàng tháng đạt đỉnh là 100 triệu người.
Mobile Legends: Bang Bang được VNG phát hành chính thức tại thị trường Việt Nam vào ngày 20 tháng 11 năm 2018.
Vào ngày 24 tháng 1 năm 2024, VNG đã thông báo ngừng phát hành trò chơi sau 6 năm hợp tác với Moonton trên fanpage và website chính thức. Mobile Legends: Bang Bang sau đó được tiếp quản bởi Funtap, phiên bản mới của trò chơi do nhà phát hành này quản lý đã được ra mắt ở Việt Nam vào ngày 5 tháng 2 năm 2024.

## Nhân vật và cốt truyện

Lục Địa Bình Minh nhìn từ trò chơi

Ban đầu, khi được phát hành vào năm 2016, Mobile Legends: Bang Bang có 10 nhân vật có thể lựa chọn  được gọi là Tướng. Sau đó, số lượng tướng đã tăng lên 70 vào tháng 11 năm 2018, và tính đến tháng 12 năm 2021, có tổng cộng 112 tướng có mặt trên máy chủ.
Với việc trò chơi ngày càng phổ biến ở Đông Nam Á, Moonton đã ra mắt một số tướng dựa trên những người có thật và những nhân vật trong lịch sử và truyền thuyết của Đông Nam Á để tăng sức hấp dẫn của trò chơi, giới thiệu những tướng như Lapu Lapu (Philippines), Minsitthar (dựa trên Kyansittha; Myanmar), Kadita (dựa trên Nyai Roro Kidul; Indonesia), và Badang (Malaysia). Vào tháng 6 năm 2017, Moonton đã tiếp cận Is Yuniarto, một họa sĩ truyện tranh người Indonesia nổi tiếng với bộ truyện Garudayana (một bộ truyện tranh hành động kỳ ảo theo phong cách người Java), để thêm Gatotkaca từ truyện tranh vào danh sách nhân vật có thể chơi trong Mobile Legends: Bang Bang. Gatotkaca được lấy cảm hứng từ nhân vật Ghatotkacha trong sử thi Hindu Mahabharata. Vào tháng 11 năm 2020, Moonton đã thông báo vận động viên quyền anh người Philippines Manny Pacquiao là đại sứ thương hiệu cho Mobile Legends: Bang Bang tại Philippines. Để kỷ niệm sự hợp tác này, Moonton cũng ra mắt một tướng dựa trên Pacquiao trong trò chơi tên là Paquito.
Đôi khi Moonton phát hành nhiều bộ trang phục với cốt truyện đi kèm tách biệt với mạch truyện chính. Các tướng thường được phân nhóm thành Biệt Đội; trong đó nổi bật nhất là các biệt đội siêu anh hùng và siêu ác nhân được lấy cảm hứng từ sách truyện tranh. Vào ngày 10 tháng 1 năm 2022, Moonton đã công bố loạt trang phục đầu tiên mang chủ đề anime được gọi là The Aspirants, với sự tham gia của các nữ diễn viên lồng tiếng người Nhật Bản Nanjō Yoshino và Mizuki Nana cùng âm nhạc gốc từ nhà soạn nhạc Takanashi Yasuharu.

## Phương tiện liên quan

### Hợp tác
Trong những năm qua, Mobile Legends: Bang Bang đã hợp tác với nhiều thương hiệu khác nhau để phát hành các tùy chỉnh nhân vật có thể mua gọi là trang phục.
Vào tháng 3 năm 2019, Moonton tiếp cận SNK để hợp tác, giới thiệu các nhân vật từ loạt trò chơi The King of Fighters dưới dạng trang phục trong trò chơi. Những trang phục này có hiệu ứng kỹ năng và giọng nói độc đáo. Loạt trang phục đầu tiên được phát hành trong trò chơi là Iori Yagami cho tướng Chou, Leona Heidern cho Karina và Athena Asamiya cho Guinevere. Loạt trang phục thứ hai được phát hành bao gồm Kula Diamond cho tướng Aurora, K' cho Gusion và Orochi Chris cho Dyrroth.
Vào tháng 7 năm 2021, Mobile Legends: Bang Bang hợp tác với Star Wars để phát hành hai "trang phục epic", bao gồm Master Yoda cho tướng Cyclops và Darth Vader cho Argus. Vào tháng 12 năm 2021, hợp tác trở lại và một trang phục epic thứ ba, Obi-Wan Kenobi cho tướng Alucard, đã được phát hành. Sự kiện này có thời gian giới hạn và độc quyền ở Đông Nam Á và Nhật Bản.
Vào tháng 8 năm 2021, Mobile Legends: Bang Bang phát hành một dòng trang phục hợp tác với thương hiệu Transformers, bao gồm Optimus Prime, Megatron và Bumblebee tương ứng cho các tướng Johnson, Granger và X.Borg. Sự kiện này được chia thành bốn giai đoạn kéo dài từ tháng 8 đến tháng 11 với cơ chế quay thưởng và trao đổi. Sự kiện này cũng có thời gian giới hạn.
Vào tháng 2 năm 2022, Mobile Legends: Bang Bang thông báo về sự hợp tác với Sanrio, đưa vào trò chơi các nhân vật Hello Kitty, Badtz-maru, Cinnamoroll và Pompompurin.
Vào tháng 8 năm 2022, Moonton thông báo về việc hợp tác với Kung Fu Panda để phát hành các trang phục độc quyền mới: General Kai cho tướng Thamuz, Po cho Akai và Lord Shen cho Ling.

### Spin-off
Vào ngày 31 tháng 7 năm 2019, Moonton phát hành một trò chơi spin-off mang tên Mobile Legends: Adventure, một trò chơi điện tử nhập vai nhàn rỗi trong đó người chơi bắt đầu với một tướng và mở khóa các tính năng khác nhau bằng cách tiến qua một chiến dịch. Trò chơi có một số nhân vật từ Mobile Legends: Bang Bang.
Moonton đã phát hành loạt phim hoạt hình đầu tiên của mình mang tên Legends of Dawn: The Sacred Stone do đạo diễn Ziaolong Zhang chỉ đạo. Nó theo chân câu chuyện của nhân vật Claude và người bạn đồng hành, chú khỉ Dexter trong Mobile Legends: Bang Bang, khi họ ăn cắp một hiện vật từ Imperial Capital. Loạt phim hoạt hình được ra mắt trên dịch vụ phát trực tuyến WeTV và Iflix của Tencent vào ngày 5 tháng 9 năm 2021, và được phát sóng trên TV9 tại Malaysia, NET. tại Indonesia và Kapamilya Channel và A2Z của Tập đoàn ABS-CBN (sở hữu bởi ZOE Broadcasting Network) tại Philippines vào ngày 19 tháng 9 năm 2021.

## Thể thao điện tử

### Giải quốc nội

#### Mobile Legends: Bang Bang Professional League
Mobile Legends: Bang Bang Professional League (MPL) là một loạt các giải đấu khu vực chính thức được bắt đầu vào năm 2018, phục vụ như vòng loại cho MSC và Giải vô địch Thế giới. Các khu vực được tổ chức mùa giải Professional League đầu tiên là Indonesia, Philippines, Malaysia, Singapore và Myanmar. Tuy nhiên, Malaysia và Singapore chia sẻ cùng một giải đấu vào thời điểm đó, cho đến khi Singapore có mùa giải riêng của mình vào năm 2021. Vào tháng 8 năm 2021, Moonton thông báo về MPL Brazil, là giải đấu MPL đầu tiên ở ngoài khu vực Đông Nam Á. Campuchia cũng có giải đấu MPL riêng, hợp tác với Smart Axiata, nhà cung cấp dịch vụ viễn thông hàng đầu trong khu vực. Tháng 10 năm 2021, Moonton tiếp tục thông báo về MPL MENA, là giải đấu MPL thứ hai ở ngoài khu vực Đông Nam Á, dành cho khu vực Trung Đông và Bắc Phi.
Các khu vực ngoài Đông Nam Á không có giải MPL chính thức đã có các giải đấu vòng loại riêng như Mobile Legends: Bang Bang: Gulf Cup 2020 và M3 Arabia Major cho khu vực Trung Đông và Bắc Phi, và M3 World Championship North American (NA) Qualifier 2021 cho khu vực Bắc Mỹ.
Ngoài hệ thống giải đấu MPL, Moonton cũng tổ chức các giải đấu chính thức khác dành cho các khu vực nhỏ và vừa không mang danh hiệu MPL. Thổ Nhĩ Kỳ là một ví dụ, từ năm 2021, Moonton đã mang đến đây Türkiye Şampiyonası như vòng loại khu vực để chọn ra đại diện tham gia Giải vô địch Thế giới thứ ba, hay còn gọi là M3. Đến năm 2022, Türkiye Şampiyonası quay trở lại, mang đến tấm vé tham dự M4 (Giải vô địch Thế giới thứ tư). Từ năm 2023, giải đấu đã được chuyển đổi trở thành giải đấu chuyên nghiệp chính thức tại Thổ Nhĩ Kỳ, mang tên MTC Turkiye Championship, tổ chức 2 mùa/năm, tìm ra đại diện tham dự các giải đấu lớn trong năm của Moonton. Ngoài ra, Bắc Mĩ cũng đã có cho mình giải đấu chính thức từ tháng 9 năm 2022, mang tên North America Challenger Tournament: Path To M4 như vòng loại khu vực cho Giải vô địch Thế giới thứ tư (M4). Cũng giống như Thổ Nhĩ Kỳ, năm 2023, giải đấu chính thức trở thành giải chuyên nghiệp tại Bắc Mĩ, diễn ra 2 lần/năm, nhằm tìm ra các đại diện tham dự các giải đấu lớn hơn.
Bắt đầu từ năm 2023, Moonton đã thông báo về sự tham dự của các giải đấu mới vào hệ thống eSports của MLBB, bao gồm MLBB Champion Battles (Bangladesh, Nepal), ESN National Championship (Mông Cổ), MLBB Continental Championships (CIS, Ukraine, Georgia) như Vòng loại để tìm ra những cái tên sẽ tham dự M5 Wildcard tại Kuala Lumpur, Malaysia.

### Giải quốc tế

#### Mobile Legends: Bang BangMid Season Cup
Giải đấu chính thức đầu tiên do Moonton tổ chức là Mobile Legends: Bang Bang Southeast Asia Cup (MSC) vào năm 2017. Đây là giải đấu thể thao điện tử hàng năm dành cho Mobile Legends: Bang Bang tại Đông Nam Á. Giải đấu bao gồm các đội tuyển đến từ các quốc gia khác nhau ở Đông Nam Á như Malaysia, Philippines, Indonesia, Thái Lan và Singapore (từ năm 2017), Việt Nam và Myanmar (từ năm 2018), Campuchia và Lào (từ năm 2019), và khu vực Trung Đông và Bắc Phi, Thổ Nhĩ Kỳ và Bắc Mĩ (từ năm 2023). Năm 2017, các đội được chọn thông qua các vòng loại địa phương. Tuy nhiên, từ năm 2018, các đội tham gia được mời qua vòng loại địa phương và hai đội đứng đầu từ các quốc gia Đông Nam Á đã từng tổ chức Mobile Legends: Bang Bang Professional Leagues như Indonesia, Malaysia/Singapore, và Philippines.
Vào ngày 5 tháng 11 năm 2020, One Esports và Moonton thông báo về giải đấu mới có tên One Esports MPL Invitational (MPLI), trong đó 20 đội được mời sẽ thi đấu trong một loạt các trận đấu loại trực tiếp với giải thưởng trị giá 100.000 đô la Mỹ. Vào ngày 15 tháng 12 năm 2021, Moonton, một lần nữa hợp tác với One Esports, thông báo về giải đấu thể thao điện tử đầu tiên dành cho nữ giới có tên gọi MLBB Women's Invitational (MWI) với giải thưởng trị giá 15.000 đô la Mỹ.
Vào ngày 1 tháng 1 năm 2024, Moonton đã đăng tải Mobile Legends: Bang Bang Road Map năm 2024 trên kênh YouTube của trò chơi. Thông báo cho thấy việc đổi tên giải MSC thành "Mid-Season Cup", chuyển đổi từ giải đấu khu vực thành một giải quốc tế nữa của Mobile Legends.

### Giải vô địch thế giới
Mobile Legends: Bang Bang World Championship, thường được gọi là M-Series và Worlds, là một giải đấu thể thao điện tử quốc tế hàng năm, trong đó các đội tuyển trên khắp thế giới sẽ đối đầu với nhau để trở thành nhà vô địch thế giới của Mobile Legends: Bang Bang. Giải vô địch thế giới MLBB đầu tiên, có tên gọi M1, được tổ chức tại Axiata Arena ở Kuala Lumpur, Malaysia từ ngày 15 đến 17 tháng 11 năm 2019. Cuộc thi có sự tham gia của 16 đội tuyển đến từ khắp nơi trên thế giới để tranh tài với tổng giải thưởng trị giá 250.000 đô la Mỹ. Giải vô địch thế giới thứ hai, có tên gọi M2, dự kiến sẽ diễn ra vào năm 2020 nhưng đã bị hoãn lại do đại dịch COVID-19. Sau đó, nó đã được lên lịch lại và được tổ chức tại khách sạn Shangri-La ở Singapore vào tháng 1 năm 2021 với tổng giải thưởng trị giá 300.000 đô la Mỹ. Giải vô địch thế giới thứ ba, có tên gọi M3, đã được tổ chức tại Singapore lần thứ hai và có tổng giải thưởng tăng lên 800.000 đô la Mỹ. Giải đấu này có số lượt xem đạt đỉnh lên đến 3,18 triệu, phá vỡ kỷ lục của M2. Giải vô địch thế giới thứ tư, có tên gọi M4, đã tổ chức tại Indonesia và có tổng giá trị giải thưởng như M3 là 800.000 đô la Mĩ. Vào ngày 11 tháng 1 năm 2023, trong trận Bán kết nhánh thắng giữa đương kim vô địch Blacklist International và RRQ Hoshi, đã có thời điểm có hơn 4,2 triệu khán giả theo dõi trận đấu, phá vỡ kỉ lục 3,18 triệu lượt xem cùng lúc của M3. Giải vô địch thế giới thứ năm, hay còn được gọi là M5 sẽ được tổ chức tại Philippines vào tháng 12 năm 2023.
Tất cả các đội vô địch đều được tặng một trang phục danh dự độc quyền trong trò chơi từ một tướng mà họ lựa chọn để kỷ niệm chức vô địch của mình, người chơi có thể mua những trang phục này trong một khoảng thời gian giới hạn.

### Tại Đại hội Thể thao Đông Nam Á
Mobile Legends: Bang Bang đã được xác nhận là bộ môn thể thao điện tử đầu tiên được đưa vào với tư cách là bộ môn thi đấu có huy chương tại Đại hội thể thao Đông Nam Á 2019. Với mức độ ảnh hưởng rộng rãi, Mobile Legends: Bang Bang tiếp tục là bộ môn thể thao điện tử thi đấu có huy chương tại Đại hội thể thao Đông Nam Á 2021 và Đại hội thể thao Đông Nam Á 2023.

## Tranh cãi
Sau khi trò chơi được phát hành lần đầu, Riot Games nghi ngờ rằng trò chơi đang sao chép tài sản trí tuệ của Liên Minh Huyền Thoại và đã liên hệ với Google để gỡ bỏ trò chơi khỏi Google Play. Sau đó, Moonton đã gỡ bỏ trò chơi trước khi Google kịp thực hiện và phát hành lại với tên gọi đã được đổi thành Mobile Legends: Bang Bang vào ngày 9 tháng 11 năm 2016. Vào tháng 7 năm 2017, Riot Games đã đệ đơn kiện Moonton vì vi phạm bản quyền, đề cập đến sự tương đồng giữa Mobile Legends và Liên Minh Huyền Thoại. Riot Games cũng khiếu nại rằng tên gọi của Mobile Legends nghe giống với Liên Minh Huyền Thoại một cách dễ gây nhầm lẫn. Vụ án đã bị bác bỏ tại Tòa án Quận Trung tâm California ở Hoa Kỳ vì không phù hợp về địa điểm xét xử. Tencent, công ty mẹ của Riot, sau đó đã đệ đơn kiện riêng, trực tiếp nhắm đến đến CEO của Moonton, Watson Xu Zhenhua (vì ông từng làm việc tại Tencent dưới tư cách là một nhân viên cấp cao) tại Tòa án Nhân dân Trung ương Số 1 Thượng Hải, về việc vi phạm luật liên quan đến Thỏa thuận không cạnh tranh, tòa án đã ra phán quyết có lợi cho Tencent vào tháng 7 năm 2018, trao cho họ một khoản bồi thường trị giá 2,9 triệu đô la Mỹ (19,4 triệu nhân dân tệ).
Vào năm 2021, Moonton bị cáo buộc không cho phép các tổ chức thể thao điện tử của Mobile Legends: Bang Bang thành lập các đội tuyển Liên Minh Huyền Thoại: Tốc Chiến và bị chỉ trích bởi CEO của Team Secret rằng động thái này "không thể tốt cho cả một hệ sinh thái lành mạnh hay tính cạnh tranh của trò chơi." Một nguồn tin không rõ tên sau đó đã làm rõ rằng thực sự có một hợp đồng độc quyền nhưng chỉ là tùy chọn và Moonton sẽ mang lại lợi ích cho những người đồng ý với việc độc quyền này. Một số tổ chức thể thao điện tử của Mobile Legends: Bang Bang vẫn có các đội tuyển cho Tốc Chiến.
Sau chiến thắng của đội tuyển thể thao điện tử Blacklist International tại M3, đội trưởng Johnmar "OhMyV33nus" Villaluna cáo buộc trong một buổi phát trực tiếp vào ngày 22 tháng 12 năm 2021 rằng yêu cầu của họ về việc trao trang phục vô địch cho tướng Estes đã bị từ chối, cho rằng các nhà phát triển phải xem xét "khả năng thị trường" của tướng. Hashtag #WeWantEstes đã trở nên phổ biến trên các nền tảng mạng xã hội khác nhau từ buổi sáng ngày 23 tháng 12, với các đồng sở hữu của Blacklist như Tryke Gutierrez và Alodia Gosiengfiao cùng với các đội tuyển như Echo PH và Bren Esports tham gia kêu gọi Moonton thu hồi quyết định của họ. Những người ủng hộ khác thể hiện sự thất vọng của họ bằng cách đánh giá ở mức thấp nhất trên Cửa hàng Google Play. Vào ngày 24 tháng 12, Moonton thông báo "Gửi đến những game thủ yêu quý của chúng tôi, Estes là nhân vật chiến thắng của trang phục M3. Chúng tôi đã nghe thấy tiếng nói của bạn và chúng tôi sẽ tiến hành theo lựa chọn của Blacklist International. Chúc mừng Giáng Sinh và mong rằng tất cả mong ước của bạn sẽ thành hiện thực." thông qua các trang mạng xã hội của họ.
Mobile Legends: Bang Bang đã bị cấm tại Ấn Độ vào ngày 29 tháng 6 năm 2020 trong bối cảnh cuộc giao tranh giữa Trung Quốc và Ấn Độ năm 2020.

## Đón nhận
Trò chơi đã trở nên phổ biến tại Đông Nam Á, đây cũng là nơi mà trò chơi này trở thành trò chơi di động miễn phí được tải xuống nhiều nhất bởi người dùng iPhone năm 2017.
Mobile Legends: Bang Bang là trò chơi di động có nhiều lượt xem ở các sự kiện thể thao điện tử nhất trong năm 2021. Trò chơi tiếp tục giữ vững vị trí này trong năm 2022 và 2023.

### Giải thưởng
Mobile Legends: Bang Bang đã được đề cử tại Pocket Gamer Awards năm 2022. Tại Esport Awards năm 2023 tổ chức ở Las Vegas, Nevada, trò chơi đã giành chiến thắng tại hạng mục Esports Mobile Game of the Year. Trước đó vào tháng 7 năm 2023 tại lễ trao giải MOBIES 2023 diễn ra ở California, trò chơi đã chiến thắng hạng mục Competitive Game of the Year, đồng thời giải đấu M4 World Championship cũng được bình chọn là Mobile Esports Tournament of the Year.